# Casque d'or
Casque d'or (Brasil: Amores de Apache / Portugal: Aquela Loira) é um filme francês de 1952, dirigido por Jacques Becker. A história foi vagamente baseada em um infame triângulo amoroso entre a prostituta Amélie Élie e os líderes das gangues Apache, Manda e Leca, que foi objeto de muitas reportagens sensacionalistas em 1902.